# Mexicaanse berghoningkruiper
De Mexicaanse berghoningkruiper (Diglossa baritula) is een zangvogel uit de familie Thraupidae (tangaren).

## Verspreiding en leefgebied
Deze soort telt 3 ondersoorten:
- D. b. baritula: centraal en zuidwestelijk Mexico.
- D. b. montana: zuidelijk Mexico, Guatemala en El Salvador.
- D. b. parva: Honduras en Nicaragua.